# Языки Африки

Распространение макросемей и некоторых крупнейших языков на территории Африки

Официальные языки стран Африки
английский
арабский
африкаанс
испанский
португальский
суахили
французский
другие африканские языки

Этноязыковая карта Африки включает две группы государств с разными типами языковой ситуации — в одну из них входят государства с почти полностью моноэтническим составом населения, в другую — государства с очень сложным этническим составом (причём эта сложность, как правило, превосходит таковую в странах Азии или Америки). 
Так, являются:
- почти полностью мононациональными государствами: Сомали (98,3 % — сомалийцы), Египет (98,8 % — арабы-египтяне), Западная Сахара (99 % — арабы-сахарави), Коморские Острова (96,3 % — коморцы, или анталоатра), Лесото (99,7 % — суто), Мадагаскар (98,9 % — малагасийцы), Сан-Томе и Принсипи (97,8 % — сантомейцы), Тунис (97,3 % — арабы-тунисцы Туниса);
- сложнонациональными государствами: Судан, Эфиопия, Нигерия, Камерун, Чад, Демократическая Республика Конго, Кения, Буркина-Фасо, Кот-д’Ивуар (Берег Слоновой Кости), Мали, Уганда, ЦАР и другие.

## Демография по числу носителей
Список основных африканских языков (по общему количеству говорящих в миллионах):
| Название                 | Регион                                                                          | Родной язык (млн. чел.) | Второй язык (млн. чел.) |
| ------------------------ | ------------------------------------------------------------------------------- | ----------------------- | ----------------------- |
| Диалекты арабского языка | Северная Африка и некоторые другие регионы                                      | 116                     | 30                      |
| Суахили                  | Восточная Африка                                                                | 10                      | 80                      |
| Берберские               | Северная и Западная Африка, Сахара                                              | 35-55                   | 15                      |
| Хауса                    | Западная Африка                                                                 | 24                      | 15                      |
| Йоруба                   | Западная Африка                                                                 | 21                      | 5                       |
| Оромо                    | Африканский рог                                                                 | 25                      |                         |
| Зулу                     | ЮАР                                                                             | 9                       | 16                      |
| Игбо                     | Западная Африка                                                                 | 20                      | 5                       |
| Африкаанс                | ЮАР и Намибия                                                                   | 6-7                     | 16                      |
| Амхарский                | Африканский рог                                                                 | 18                      | 3                       |
| Малагасийский            | Мадагаскар                                                                      | 21                      |                         |
| Сомалийский              | Африканский рог                                                                 | 14                      | 3-4.5                   |
| Фула                     | Западная Африка                                                                 | 16-20                   |                         |
| Руанда-рунди             | Руанда, Бурунди                                                                 | 18                      |                         |
| Шона                     | Зимбабве, Замбия и Мозамбик                                                     | 15                      | 2                       |
| Луо                      | (Судан, Эфиопия, Чад, Демократическая республика Конго, Кения, Уганда, Танзания | 12-16                   |                         |
| Малинке                  | Западная Африка                                                                 | 5                       | 9                       |
| Бамбара                  | Западная Африка                                                                 | 3                       | 10                      |
| Ибибио-эфик              | Нигерия                                                                         | 8-12                    |                         |
| Лингала                  | Демократическая республика Конго                                                | 2                       | 10                      |
| Чви                      | Гана                                                                            | 8                       | 2                       |
| Чичева                   | Замбия, Малави, Мозамбик, Зимбабве                                              | 10                      |                         |
| Коса                     | ЮАР                                                                             | 7                       |                         |
| Конго                    | Демократическая республика Конго, Республика Конго, Ангола                      | 7                       |                         |
| Тигринья                 | Эритрея                                                                         | 7                       |                         |
| Гбе                      | Западная Африка                                                                 | 8                       |                         |
| Чилуба                   | Демократическая республика Конго                                                | 6                       |                         |
| Волоф                    | Сенегал                                                                         | 3                       | 3                       |
| Кикуйю                   | Кения                                                                           | 5                       |                         |
| Море                     | Западная Африка                                                                 | 5                       |                         |
| Сото                     | ЮАР                                                                             | 5                       |                         |
| Лухья                    | Кения                                                                           | 4                       |                         |
| Тсвана                   | Ботсвана, ЮАР, Зимбабве, Намибия                                                | 4                       |                         |
| Канури                   | Западная Африка                                                                 | 4                       |                         |
| Умбунду                  | Ангола                                                                          | 4                       |                         |
| Северный сото            | ЮАР                                                                             | 4                       |                         |

В целом, к наиболее известным языкам относятся:
| - акан - амхарский - арабский - африкаанс - бемба - волоф - ганда - гикуйю - зулу - игбо - йоруба - кабильский | - конго - коса - лингала - луба - луо - макуа - малагасийский - мооре - оромо - руанда - рунди - сомалийский | - сото - суахили - тсвана - тсонга - умбунду - фула (пулар-фульфульде) - хауса - шона - эве - нуэр |

## Классификация
В генетическом отношении языки Африки делятся на 7 изолированных языков, 9 неклассифицированных языков и 32 семьи, из которых 3 (семитская, индоевропейская и австронезийская) происходят из других частей света. За исключением двух последних все остальные со времен Гринберга (1963) условно объединяются в 4 гипотетические макросемьи. Каждая из них имеет разный уровень доказанности и общепризнанности и разную потенциальную глубину. В основном, эти макросемьи являются таксономическими, а не генетическими, по крайней мере при современном уровне их изученности. Лингвистам они полезны для условной систематизации языкового материала, а также как исходный материал для выдвижения рабочих гипотез.
Удельный вес макросемей в общем населении Африки:
| № | макросемья                     | 1967 год, млн чел. | 1967 год, % | 1980-е годы, млн чел. | 1980-е годы, % |
| - | ------------------------------ | ------------------ | ----------- | --------------------- | -------------- |
| 1 | Нигеро-кордофанская            | 161                | 48,5        | 287,2                 | 55,4           |
| 2 | Афразийская (семито-хамитская) | 138                | 41,6        | 179,7                 | 34,67          |
| 3 | Нило-сахарская                 | 15                 | 4,52        | 29,3                  | 5,66           |
| 4 | Индоевропейская                | 11                 | 3,31        | 11,5                  | 2,22           |
| 5 | Австронезийская                | 6,6                | 2,00        | 9,5                   | 1,83           |
| 6 | Койсанская                     | 0,3                | 0,09        | 0,3                   | 0,06           |

Кроме представленных в таблице в Африке проживают представители других макросемей и семей народов: китайцы (60 тыс. чел., на середину 1980-х годов), турки (36 тыс. чел.) и другие народы (649 тыс. чел.).

### Афразийские языки
Афразийская (семито-хамитская) макросемья является наиболее доказанной и общепринятой. Народы этой группы живут в Северной и Северо-Восточной Африке. Распад афразийского праязыка произошёл примерно в 10 тыс. до н. э. либо в районе Восточного Средиземноморья (А. Ю. Милитарёв), либо в районе Эфиопского нагорья (И. М. Дьяконов, Кристофер Эрет, Роджер Бленч). В середине 1980-х годов на африканском континенте насчитывалось 179,685 млн человек народов, принадлежащих к этой языковой семье, что составляло 34,67 % от всего населения Африки. Также около 58,545 млн человек этой семьи проживало в других частях света: 55,055 млн чел. — в Азии, 2,4 млн чел. — в Европе, 0,93 млн чел. — в Америке, 0,135 млн чел. — в Океании, кроме того 25 тыс. чел. этой языковой семьи проживало на территории СССР. Крупнейшими народами этой семьи на территории Африки являются арабы — 101,34 млн чел. (56,4 %), хауса — 22,38 (12,46 %) и амхара — 12,7 (7 %). Включает 6 семей:
- Семитская семья происходит из юго-западной Азии (Аравия), но довольно рано отдельные её представители проникают в Африку. Крупнейшая группа афразийской семьи языков: 118,78 млн человек (66,1 %), кроме того 58,47 млн человек проживают за пределами Африки, из них 55 млн чел. в Азии. Различают следующие группы западносемитской ветви:
  - ханаанейская, включает среди прочих древнееврейский и финикийский, который с IX в. до н. э., распространился в Северной Африке (Карфаген) и развился там в пунический язык, просуществовавший до сер. 1 тыс. н. э. Сейчас лиц этой подгруппы в Африке очень мало — около 35 тыс., большей частью — евреи Магриба;
  - аравийская, включает в частности классический арабский язык и многочисленные арабские диалекты (на территории Африки распространены египетский, суданский, магрибинские: ливийский, тунисский, алжирский и марокканский диалекты арабского языка, в Азии: иракский, сирийский, аравийский, йеменский диалекты), распространившиеся с VII в. по Северной Африке и развившиеся ныне в самостоятельные языки — 101,35 тыс. чел.;
  - эфиосемитская, целиком распространённая в Африке (Эфиопия и Эритрея). Предки носителей этих языков переселились не позднее конца 2 тыс. до н. э. из южной Аравии. Численность народов этой подгруппы в Африке — 17,4 млн чел, главным образом представлены языками Эфиопии: амхара — 12,7 млн чел., тиграи — 2,9, гураге — 1,1, тигре — 0,65 и другие.
- Берберо-канарская (берберо-ливийская) семья состоит из 4 ветвей живых языков распространённых среди берберов на севере Африки, и 3 древних эпиграфических языков, а возможно также вымерших к XVIII веку гуанчских языков (Канарские острова). Берберские народы сейчас сохранились лишь в горных областях Магриба и оазисах Сахары, но большинство их говорит также по-арабски, исповедует ислам и зачастую относят себя к арабам. В середине 1980-х годов на африканском континенте насчитывалось 10,275 млн человек народов, принадлежащих к этой языковой группе, что составляло 2 % от всего населения Африки (и 5,7 % от численности афризийской семьи). Крупнейшими народами этой группы являются кабилы — 2,4 млн чел. (23,4 %), шильх, или шлёх — 2,4 (23,4 %), тамазигхт — 1,9 (18,5 %), рифы — 1,0 (9,7 %) и туареги — 0,975 (9,5 %).
- Египетская семья состоит из нескольких хронологических срезов древнеегипетского языка, последний из которых называется коптским языком, бывший разговорным примерно до XIV в.
- Чадская семья состоит из 3 крупных ветвей, распространённых в центральном Судане (севере Нигерии и Камеруна, юг Нигера и Чад). В середине 1980-х годов на африканском континенте насчитывалось 26,86 млн человек народов, принадлежащих к этой языковой группе, что составляло 5,2 % от всего населения Африки (и 15 % от населения афразийской семьи). Наиболее известный язык — хауса: 22,38 млн чел. (83,3 % от группы). Близки к последнему языки баде (550 тыс. чел., 2 %), бура (1680 тыс. чел., 6,3 %), котоко (200 тыс. чел., 0,7 %), кроме того многие жители по соседству с хауса знают язык хауса. Другие крупные языки этой группы: вандала (мандара) — 780 тыс. чел. (2,9 %), маса, или банана — 470 (1,75 %), анкве и сура — 300 (1,1 %).
- Кушитская семья (в основном в Эфиопии, Сомали, Джибути, Кении, Судане) состоит из 4 ветвей. Почти каждый кушитский народ состоит из многих этнографических групп, которые в ряде случаев могут рассматриваться как самостоятельные этносы. В середине 1980-х годов на африканском континенте насчитывалось 21,45 млн человек народов, принадлежащих к этой языковой семье, что составляло 4,1 % от всего населения Африки (и 12 % от численности афразийской семьи). Также около 75 тыс. человек этой семьи проживало в других частях света: 45 тыс. чел. — в Азии и 30 тыс. чел. — в Европе. Крупнейшими народами этой семьи на территории Африки являются оромо — 12,1 млн чел. (56,4 %), сомалийцы — 6,38 (29,7 %), беджа — 1,39 (6,48 %) и афар, или данакиль — 0,725 (3,4 %). Наиболее известные языки — сомалийский и оромо, или галла (близкие в культурном отношении к амхара).
- Омотская семья, ранее включавшаяся в кушитскую семью, народы которой проживают в горах юго-западной Эфиопии, в провинциях Кэфа, Гамо-Гофа и Сидамо. В середине 1980-х годов на африканском континенте насчитывалось 2,32 млн человек народов, принадлежащих к этой языковой группе, что составляло 0,45 % от всего населения Африки (и 1,3 % от численности афразийской семьи). Омотская семья распадается на 5 основных групп:
  - народы омето (уоламо, койра, баскето) — 900 тыс. чел.;
  - сидамо (собственно сидамо, дараса, камбатта, хадия, алаба, тамбаро) — 800 тыс. чел;
  - гимирра и маджи — 150 тыс. чел.;
  - консо (и родственные им гелеба, арборе, думе, гидоле) — 120 тыс. чел.;
  - каффа (и близкие к ним моча, гаро и анфилла) — 350 тыс. чел.

### Нигеро-конголезские языки
Согласно нигеро-конголезской (нигеро-кордофанской) гипотезе в одну макросемью объединяется большая часть языков Африки от Сенегала до ЮАР. Если родство этой макросемьи будет доказано, её временная глубина едва ли окажется менее 15 тыс. лет. Нигеро-кордофанская макросемья делится на 2 части: нигер-конго и кордофанскую (последняя в несколько раз меньше первой), а в составе нигер-конго своей многочисленностью выделяется бенуэ-конголезская семья, к которой относится почти 1/3 всего африканского населения. Почти во всех странах Восточной Африки широко распространён язык суахили — язык межнационального общения (суахили — родной язык небольшого народа в Танзании), которым как вторым пользуется сейчас[когда?] более 40 млн бантуязычного населения.
| группы этносов                            | численность в Африке, млн чел. | % от всего населения |
| ----------------------------------------- | ------------------------------ | -------------------- |
| Нигеро-кордофанская макросемья            | 400                            | 100 %                |
| Нигер-конго                               | 399,4                          | 99,9 %               |
| Вольта-конголезская группа семей          | 320                            | 80 %                 |
| Южная вольта-конголезская подгруппа семей | 290                            | 72,5 %               |
| Бенуэ-конголезская семья                  | 270                            | 67,5 %               |

Около 150 тыс. чел. этой макросемьи проживает сейчас в Азии и 110 тыс. чел. — в Европе. Крупнейшими народами нигеро-кордофанской макросемьи являются йоруба — 19,59 млн чел. (6,8 %), фульбе — 16,89 (5,9 %), игбо, или ибо — 16,05 (5,6 %) и руанда, или ньяруанда — 9,54 (3,3 %). Причём лишь последний язык относится к крупнейшей бенуэ-конголезской семье. По последним оценкам, включает около 10 семей, причем наименее вероятно родство кордофанских языков с остальными семьями (кордофанские языки выделены в отдельную часть данной макросемьи).
- Кордофанская семья включает более двух десятков небольших языков востока и юга области Кордофан (в Судане, практически 100 % носителей языка проживает в Судане). В середине 1980-х годов насчитывалось 390 тыс. человек народов, принадлежащих к этой языковой семье, что составляло 0,08 % от всего населения Африки (и 0,14 % численности нигеро-кордофанской макросемьи). Крупнейшими народами этой семьи являются коалиб — 180 тыс. чел. (46,2), тегали — 120 (30,8 %), талоди — 70 (18 %) и катла — 20 (5,1 %). Семья разделяется на 4 основные группы:
  - Коалибская (Коалибо-моройская), или хейбанская группа (языки ко, уарнанг, рере, оторо, логол, хейбан, или эбанг, ларо, шуаи, или ширумба, тиро, моро);
  - Талодийская (Талоди-масакинская), или Лафофийская группа (языки тегем, лафофа, эль-амира, ндинг, талоди, или йоманг, точо, ачерон, лумун, торона, нгиле, дагик, или денгебу);
  - Рашадская, или Тегали-Тагойская группа (языки рашад, тегали, тумали, мореб, тагой, туржук, тингал, тукум, турум);
  - Группа катла (языки катла, тима).
- Семья манде (центр Западного Судана: в верховьях рек Сенегал и Нигер), составляют около 1/2 населения Гвинеи (20,7 % от всей численности семьи), Гамбии (2,6 %), Либерии (7,6 %), Мали (30,1 %) и Сьерра-Леоне (13,1 %). Крупные группы проживают также в Кот-дИвуаре (14 %) и Сенегале (4,3 %). В середине 1980-х годов насчитывалось 12,755 млн человек народов (начало 2000-х — 19 млн чел.), принадлежащих к этой языковой семье, что составляло 2,5 % от всего населения Африки (и 4,4 % численности нигеро-кордофанской макросемьи). Крупнейшими народами этой семьи являются мандинка, или малинке — 3,34 млн чел. (26,2 %), бамана, или бамбара — 2,63 (20,6 %), менде — 1,21 (9,5 %), сонинке, или сараколе — 1,04 (8,2 %) и сусу — 1,02 (8 %). Семья распадается на 4 ветви:
  - Группа юго-восточных манде (языки мано, или маа, дан, гуро, мва, гбан);
  - Группа биса-буса (языки само, или сану, буса, или бока, шанга, или тьенга, биса, или бисса). Первые две группы составляют подсемейство восточных манде, или дан-буса (численность подсемейства в начале 2000-х годов — 2,6 млн чел.);
  - Группа центрально-западных манде, или мандинг-кпелле (языки центральных манде: мандинг, или мандинка (малинке), сусу, или ялунка, моколе, коно, или ваи, лигби, или жого, жери, а также языки юго-западных манде: лома, или тома, банди, менде, или локо, кпелле);
  - Группа северо-западных манде, или самого-сонинке (языки бобо, или бобо-финг, сонинке, или сараколе, бозо, самого, жо). Последние 2 группы составляют подсемейство западных манде (численность подсемейства в начале 2000-х годов — 16,4 млн чел.).
- Атлантическая (западноатлантическая) семья — в странах крайнего запада Африки: Гвинея (10,3 %), Гвинея-Бисау (2,9 %), Сенегал (22,4 %), Сьерра-Леоне (7,1 %), Гамбия (1 %), Мали (4,3 %). Отдельные подразделения самого крупного по численности народа этой группы (фульбе) широко расселены во многих странах Западной и Центральной Африки несколько южнее Сахары, в том числе Буркина-Фасо (2,2 %), Нигер, Нигерия (40,6 %), Камерун (3,6 %), Чад и Бенин. В середине 1980-х годов насчитывалось 24,64 млн человек народов (начало 2000-х — 27 млн чел.), принадлежащих к этой языковой семье, что составляло 4,75 % от всего населения Африки (и 8,6 % численности нигеро-кордофанской макросемьи). Крупнейшими народами этой семьи являются фульбе — 16,89 млн чел. (68,5 %), волоф — 2,46 (10 %), темне — 1,1 (4,5 %), серер — 1,06 (4,3 %) и тукулёр — 0,705 (2,9 %). Семья включает 3 основные группы:
  - группа северных атлантических языков, «Сенегал-Гвинея» (языки фульбе, волоф, серер, дьола, или йола, баланте, папел, или манканья (мандьяк), басари, или бедик, коньяги, или уамей, биафада, или паджаде, нун, или касанга, баньюм, мбулунгиш, или налу, чангин), численность на начало 2000-х годов 25 млн чел.;
  - группа южных атлантических языков, «Либерия-Сьерра-Леоне» (языки темне, лимба, кисси, гола, бага, буллом, или бом, суа, или мансоанка), численность на начало 2000-х годов 2 млн чел.;
  - группа бижаго (на островах Гвинея-Бисау), численность на начало 2000-х годов 30 тыс. чел.
- Иджоидная семья (10 языков) в дельте реки Нигер (полностью на территории государства Нигерия). Семья ранее входила в семью языков ква. Численность народов в середине 1980-х годов составила 1,62 млн чел., 0,3 % от всего населения Африки (и 0,6 % численности нигеро-кордофанской макросемьи). Крупнейшими народами этой семьи является изон, или иджов — более 1 млн чел. Различают 2 крупнейшие группы языков:
  - Группа дефака, или афакани — состоит из 1 языка;
  - Группа иджо, которые бывают восточными (языки нкороо, ибани, калабари, кирике, или окрика, нембе) и западными (языки изон, или иджов, бисени, акита, или окордия, орума — последние 3 — островные языки иджо).
- Догонская семья состоит из нескольких языков, распространённых на юго-востоке Мали, на скалистом плоскогорье Бандиагары (практически 100 % носителей языков догонской семьи). Семья ранее входила в семью языков гур (вольтийскую семью). В середине 1980-х годов насчитывалось 310 тыс. человек народов (начало 2000-х — 350 тыс. чел.), принадлежащих к этой языковой семье, что составляло 0,06 % от всего населения Африки (и 0,11 % численности нигеро-кордофанской макросемьи). Большинство исследователей не различают отдельных крупных этносов внутри семьи, которые могли бы получить определения отдельных народов, существует 1 народ — догон, использующий догонский язык.
- Все нижеприведённые семьи языков объединены в Вольта-конголезскую группу семей (или атлантическо-конголезскую), которую можно условно поделить на северную подгруппу семей, или саванную подгруппу семей: 4 семьи кру, гур, сенуфо, адамауа-восточная (около 30 млн чел. в начале 2000-х годов) и южную подгруппу семей: 2 семьи ква и бенуэ-конголезская (около 290 млн чел. в начале 2000-х годов)
  - Семья кру (или клао, крави) распространены на юго-востоке Либерии (24,6 % от численности семьи) и юге Кот-д'Ивуара (74,8 %). В середине 1980-х годов насчитывалось 3,5 млн человек народов, принадлежащих к этой языковой семье, что составляло 0,7 % от всего населения Африки (и 1,2 % численности нигеро-кордофанской макросемьи). Крупнейшими народами этой семьи являются бете — 1800 тыс. чел. (51,4 %), бакве — 640 (18,3 %), гере, или ве — 400 (11,4 %), кру, или клао — 180 (5,1 %) и гребо, или жабо — 160 (4,6 %). Семья состоит из 5 ветвей и около 40 языков:
    - группа восточных кру: языки бакве, уане, бете (группа из 5 диалектов между средним теченим рек Сасндра и Бандама), куйя, годи, дида, куадиа, или кодья, распространены на юго-западе Кот-д’Ивуар между реками Кавалли и Сасандра и на юго-востоке Либерии, численность в Кот-д’Ивуар (вместе с близкими к бакве гване, уби, пайя, абринья, плапи, ба, теви) 400 тыс. человек, в Либерии 500 тыс. (численность собственно говорящих на бакве — 10,3 тыс.). Общая численность группы 2,44 млн чел., или 69,7 %;
    - группа западных кру: языки басса, девойн, гбии, гребо, или жабо, крумен, глио-уби, клао, или кру, тажуасон, дахо-доо, гларо-туабо, сапо, ве, или гере (в Либерии и Кот-д’Ивуаре — западный департамент — между реками Кавалли и Сасандра), кран, ньябва, конобо, уобе. Всего 1,05 млн чел, или 30 %;
    - группа айзи: языки тьегба, абрако и ещё 1 язык в Кот-д’Ивуаре;
    - группа куваа: язык куваа;
    - группа сиаму: язык сиаму, или семе.

  - Семья гур (вольтийская семья) распространены на востоке и во внутренних областях Западного Судана, к северу от языков ква, в пределах Буркина-Фасо (44,9 % от всей численности семьи), Ганы (27,9 %), Того (11,4 %), Бенина (6,3 %) и Кот-д’Ивуара (7,4 %). В середине 1980-х годов насчитывалось 10,565 млн человек народов (начало 2000-х — 15 млн чел.), принадлежащих к этой языковой семье, что составляло 2 % от всего населения Африки (и 3,7 % численности нигеро-кордофанской макросемьи). Крупнейшие народы моси, или мооре — 5,34 млн чел. (50,5 %), языком моси, как вторым родным пользуется ещё около 9 млн чел. Западной Африки, кроме того: гурма — 1,05 млн чел. (9,9 %), тем, или кабре — 0,99 млн (9,4 %) и лоби — 0,96 млн (9,1 %). Семья состоит из 8-10 ветвей и около 80 языков:
    - северная подсемья (первая из двух центральных). Группы языков: буаму (1 язык), курумфе (1 язык), були-конни (2 языка), оти-вольтийская (моси, или мооре, гурма, или гурманчема, бобо, или буаму, биали, ваама, тамари, мбелиме, нотре, или булба, вали, фрафра, кантоси, сафала, дагари, бирифор, кусаал, мампрули, дагбани, ханга, камара, гангам, моба, басари, конкомба, или кпакпа, натени, йобе, йом и наудм);
    - южная подсемья (вторая из двух центральных). Группы языков: догосо-кхе (2 языка), ган-догосе (догосе, кхиса, каан), лоби-кирма (лоби, дьян, кирма, или черма, тьюрама, или турка), груси (около 15 языков: груси, или гурунси, тем, кабре, или кабийе-лама, пана, самома, льеле, нуни, касем, каламсе, винье, пуе, сисала, тампулма, чакали, вагла, дег, чала, дело, лукпа, баго-кусунту);
    - остальные — периферические группы: группа вара-натиоро (2 языка);
    - группа тусьян (северный и южный тусьян);
    - группа тьефо (1 язык);
    - группа виэмо (1 язык);
    - группа куланго-теэн (куланго, лома, теэн);
    - группа баатонум (1 язык — баатонум, или барба).

  - Семья сенуфо, ранее включались в семью гур. Распространён на границе Мали (35,3 % от численности всей семьи), Буркина-Фасо (13,7 %) и Кот-д’Ивуара (50,8 %). В середине 1980-х годов насчитывалось 2,55 млн человек народов (начало 2000-х — 2,7 млн чел.), принадлежащих к этой языковой семье, что составляло 0,5 % от всего населения Африки (и 0,9 % численности нигеро-кордофанской макросемьи). 15 народов семьи принято разделять на 6 основных групп:
    - группа суппире-мамара (северные сенуфо). Языки: мамара, или маньинка (около 700 тыс. чел.), нанериге, или нанерге, сусите, или сисите, суппире, или супьир, шемпир, или сьемпире. Всего 740 тыс. чел., или 27,5 % от численности семьи;
    - группа караборо. Языки: кар (восточный) и сьер-теньер (западный);
    - группа сенари. Языки: себаара, сенара, или сьенер, ньярафоло, сьенара, или шенара;
    - группа кпалага. Язык кпалага, или палака;
    - группа тагуана-джимини (южные сенуфо). Языки: тагуана, или тагуна и джимини, или дьимини;
    - группа нафаанра. Изолированный язык нафаанра, или нафаара. Распространена на северо-западе Ганы (0,2 %).

  - Адамава-убангийская (адамауа-восточная) семья (юг центрального Судана: от востока Нигерии (9,9 %) до юго-запада Республики Судан (9,2 %), в ЦАР (28,1 %) они составляют 4/5 всего населения (также распространены в Конго-Заир — 41,2 % и Камеруне — 6,3 %). В середине 1980-х годов численность народов (начало 2000-х — 7,5 млн чел.), принадлежащих к этой языковой семье, составляла 7,09 млн человек, или 1,37 % от всего населения Африки (и 2,5 % численности нигеро-кордофанской макросемьи). Крупнейшими народами этой семьи являются занде, или азанде — 2,69 млн чел. (37,9 %%), банда — 1,17 (16,5 %), гбайя — 0,82 (11,6 %), мбум — 530 тыс. чел. (7,5 %), нгбанди — 490 (6,9 %) и чамба — 470 (6,6 %). Численность остальных народов невелика: мумуйе — 450 тыс., сере-мунду — 375 тыс., мба — 50 тыс., пигмеи ака и бинга — 45 тыс. и т. д. Семья делится на две подсемьи — адамава (27 %) и убангийскую (73 %).
    - подсемья адамава включает 6 общностей: 1) ваджа-джен с группами ваджа (тула, бангвинджи, ваджа, дадийя, цобо, чам-мона, каму, авак), лонгуда, джен (лелау, досо, джен, кьяк, бурак, махди, моо, ло, мак, тха), юнгур (мбои, либо, или каан, роба, юнгур, или воро-бена); 2) леко-нимбари с группами леко (чамба и диалекты леко, мумбаке, ндагам, ньонг, донга, вом, колбила), дуру (дупа, дии, папе, сари, намши, дояйо, севе, гимниме, гимме, кома, вере, или мом джанго, воко, или лонгто, пере, котопо, кутин), нимбари, мумуйе-янданг (мумуйе, ранг, пангсенг, зинна); генгле, кумба, вака, теме, янданг, кпасам-бали, кугама); 3) мбум-дай с группами мбум (каре, каранг, нзакамбай, пана, куо, дама, ндаи, моно, мамбай, мунданг, тупури, мбум, дек, лака, пам), буа (болго, бон гула, гула иро, коке, ньелим, ной, тунья, зан гула, фанья), ким (бесме, гундо, маса), дай; 4) фали; 5) кам; 6) ква, или ба; кроме того в группу адамава входят также 3 неклассифицированных языка (обло, ла’би, и мёртвый язык геве);
    - убангийская (восточная) подсемья (около 60 языков) включает 5 общностей: 1) занде, или южная (занде, или азанде, барамба, памбиа, геме, кпатили, нзакара); 2) гбайя-мандза-нгбака (гбайя, сума, бокото, гбану, али, бофи, бондзо, мандза, нгбака, банганду); 3) банда, или центральная (банда — группа диалектов или близкородственных языков, а также гобу, кпагва, моно, нгунду, лангбаши, мбандза, нгбунду); 4) нгбанди (нгбанди, якома, мбанги, денди) — общность включает также креольский язык на основе нгбанди — санго, играющий роль лингва франка на обширной территории центральной Африки; 5) общность сере-нгбака-мба с группами: мба (мба, донго, ма, или амади, ндунга), нгбака (нгбака, бангба, майого, мунду, бака, бомасса, гунди, ганзи, нгомбе, буака, бурака, гбанзири, кпала, мондзомбо, янго) и сере (сере, или сере-мунду, фероге, мангаят, индри, тогойо, баи, бвири, ндого, тагбу).

  - Семья ква, или гвинейская (юг Западного Судана: от юга Кот-д'Ивуара до юга Бенина) включает более 70 языков, некоторые из которых насчитывают несколько миллионов носителей: эве, группа народов акан. Ранее в группу (семью) ква входили также в полном составе языки семьи кру, ижбо, йорубоидные и игбоидные языки (включая языки бини, или эдо, игала, нупе и другие) бенуэ-конголезской семьи. Сейчас народы этой подгруппы образуют около 2/3 населения Ганы (58,1 %) и Бенина (16,3 %), 1/2 населения Того (9,3 %) и 1/3 — Кот-д’Ивуара (16,8 %). В середине 1980-х годов насчитывалось 15 млн человек народов (начало 2000-х — 21 млн чел.), принадлежащих к этой языковой семье, что составляло 2,9 % от всего населения Африки (и 5,2 % численности нигеро-кордофанской макросемьи). Крупнейшими народами этой семьи являются ашанти — 3,1 млн чел. (20,7 %), эве, или бубутуби (вместе с родственными уачи и аджа) — 2,78 (18,5 %), фон, или дагомейцы (вместе с родственными аизо, махи, ге) — 2,44 (16,3 %), фанти — 1,51 (10 %), аньи (чокосси и др.)[2] — 1,45 (9,7 %), бауле — 1,1 (7,3 %), адангме — 0,6 (4 %), тви, или аквапим — 0,5 (3,3 %), гуанг, или гонжа — 0,46 (3 %), племена Того — 0,2 (1,3 %), квейя — 0,11 (0,7 %). Семья включает 5 основные группы (гбе, акан, адангме, на-того и ка-того).
  - Бенуэ-конголезская семья — самая крупная в Африке как по числу языков (более 900) и говорящих на них, так и по охватываемой территории (от Бенина до Сомали и на юг до ЮАР). В середине 1980-х годов на африканском континенте насчитывалось 207 млн человек народов (начало 2000-х — 270 млн чел.), принадлежащих к этой языковой семье (включая йорубоидные и игбоидные языки, ранее относящиеся к семье ква), что составляло 40 % от всего населения Африки (и 72,1 % численности нигеро-кордофанской макросемьи). Также около 260 тыс. человек этой семьи проживало в других частях света: 150 тыс. чел. — в Азии и 110 тыс. чел. — в Европе. Классификация бенуэ-конголезских языков довольно сложная (см.: состав небантоидных и бантоидных языков), включает 13 ветвей, подгруппой одной из которых являются языки банту (более 3/4 от общей численности всей Бенуэ-конголезской семьи). Крупнейшими народами семьи являются йоруба — 19,59 млн чел. (9,5 %), игбо, или ибо — 16,05 (7,75 %) и руанда, или ньяруанда — 9,54 (4,6 %). Крупнейшие языки банту: 30 самых многочисленных языков банту.

### Нило-сахарские языки
Распространены в регионе Судан (природная область — северная часть центральной Африки, к югу от Сахары до 5 параллели к северу от экватора. От Сенегала с запада до Эфиопии на востоке и Кении на юге): государства Судан (26,6 %), Кения (18,3 %), Уганда (15,9 %), Нигерия (13,1 %), Чад (9,1 %), Нигер (6,3 %), Конго (Заир) (4,8 %), Мали (1,8 %), Танзания (1,8 %), Эфиопия (1,1 %), ЦАР (0,8 %), Камерун, Бенин и другие. В середине 1980-х годов на африканском континенте насчитывалось 29,365 млн человек народов, принадлежащих к этой языковой макросемье, что составляло 5,6 % от всего населения Африки. Крупнейшими народами этой макросемьи являются канури — 3,89 млн чел. (13,3 %), луо, или джолуо — 2,62 (9 %) и динка — 2,35 (8 %). Согласно нило-сахарской гипотезе вместе объединяются 11 семей и 4 изолированных языка, распространённых между языками афразийской и нигеро-конголезской макросемей и не вошедших ни в одну из них. Если родство этих семей когда-либо окажется доказанным, то оно окажется существенно более далеким, чем это можно предполагать для нигеро-конголезских языков. Так, согласно одной из гипотез, нигеро-кордофанские языки включаются в нило-сахарскую гиперсемью (называемую тогда нигеро-сахарской) наряду с другими (макро)семьями. Семьи перечисляются примерно с запада на восток:
- Сонгайская семья (сонгай-зарма). Народы заселяют долину среднего течения реки Нигер: государства Мали (24,8 %), Нигер (60,6 %), Буркина-Фасо (4,6 %) и Нигерия (5,5 %). В середине 1980-х годов на африканском континенте насчитывалось 2,18 млн человек народов, принадлежащих к этой языковой семье, что составляло 0,4 % от всего населения Африки (и 7,5 % численности нило-сахарской макросемьи). Крупнейшими народами этой семьи являются сонгаи — 1,2 млн чел. (55 %), денди и дьерма — 0,975 (45 %). Семья включает около 10 языков.
- Сахарская семья. Распространена в южных присахарских территориях у озера Чад: Нигер (12 %), Нигерия (74,7 %), Чад (11,4 %), Камерун (0,7 %), Судан (0,35 %). В середине 1980-х годов на африканском континенте насчитывалось 4,31 млн человек народов, принадлежащих к этой языковой семье, что составляло 0,8 % от всего населения Африки (и 14,7 % численности нило-сахарской макросемьи). Крупнейшими народами этой семьи являются канури — 3,89 млн чел. (90,3 %), тубу, или даза — 0,38 (8,8 %) и загава — 0,04 (0,9 %). Семья включает около 10 языков.
- Мабанская семья. В середине 1980-х годов на африканском континенте насчитывалось 350 тыс. человек народов, принадлежащих к этой языковой семье, что составляло 0,07 % от всего населения Африки (и 1,2 % численности нило-сахарской макросемьи). Семья включает 5-9 языков в юго-восточном Чаде (85,7 % от всей численности семьи) на границе с Суданом (14,3 % — преимущественно за счёт народа масалит). Крупнейшими народами этой семьи являются маба, масалит, или вадаи, мими и родственные им каранга и фала.
- В фурскую семью (фор). В середине 1980-х годов на африканском континенте насчитывалось 425 тыс. человек народов, принадлежащих к этой языковой семье, что составляло 0,08 % от всего населения Африки (и 1,45 % численности нило-сахарской макросемьи). Семья включает всего 2 языка на западе Судана (98,8 %) и востоке Чада (1,2 %). Ранее народы фур составляли этническую основу Дарфурского султаната, живя смешанно с арабами, фур подверглись их сильному влиянию, приняли ислам и арабский язык.
- Все остальные семьи нило-сахарских языков ранее объединялись в шари-нильскую группу (семью) языков (кроме семей кома и куду), численность шаро-нильской группы в середине 1980-х годов насчитывала 21,94 млн человек народов, что составляло 4,2 % от всего населения Африки (и 75,1 % численности нило-сахарской макросемьи), распространены в бассейнах Верхнего Нила и озёр Виктория и Рудольф: Республика Судан, Уганда и Кения. Выделявшаяся ранее шари-нильская группировка ныне отвергнута, а входившие в неё языки относятся к семьям центрально- и восточно-суданской, берта и кунама:
- Центральносуданская семья состоит из 6 ветвей, географически разделённых на западную (юг Чада и север ЦАР) и восточную (юг Судана и северо-восток ДРК) части, и включает более 60 языков:
  - группа мангбету (языки мангбету, асуа, ломби, или румли), 450 тыс. чел. в Уганде и Конго (Заир);
  - группа мангбуту-эфе (языки мангбуту, эфе, лесе, мамву, мвуба, ндо, или окебу), 300 тыс. чел. в Конго (Заир) и Уганде;
  - группа ленду (языки ленду, бенди, нгити), 580 тыс. чел. в Конго (Заир);
  - группа мору-мади (языки мору, мади, южный мади, олубо, аринга, авукайя, калико, лого, лугбара, оми), 1,12 млн чел. в Судане, Чаде, Конго (Заире), ЦАР;
  - группа бонго-багирми (языки сара, багирми, бонго, йулу, синьяр, кара) — крупнейшая группа, 1,525 млн чел. в Судане, Чаде, Конго (Заир), ЦАР;
  - группа креш (языки креш, или крейш, аджа), 40 тыс. чел. в Судане. Последние 2 группы относятся к западной ветви, все остальные — к восточной.
- Восточносуданские (Восточносахельские) языки — условное объединение (надсемья) языков, включают около 80 языков, объединяемых в 3 семьи и 1 изолированный язык, родство между которыми окончательно не доказано. В середине 1980-х годов на африканском континенте насчитывалось 18 млн человек народов, принадлежащих к этой языковой семье, что составляло 3,5 % от всего населения Африки (и 61,6 % численности нило-сахарской макросемьи).
  - тама-нубийская семья. Включает нубийские языки (Судан и южный Египет; 990 тыс. чел.) — древненубийский язык и несколько современных языков и языки тама (собственно тама, сунгор и марарит: на границе Чада и Судана, 214 тыс.);
  - ньиманская семья[англ.] включает 2 языка — ама и диник в области Кордофан (Судан; 83 тыс. чел.);
  - кир-аббайская семья (название предложено К. Эретом, Л. Бендер называет её ядерно-восточно-суданской) включает 5 групп:
    - джебельская группа (языки ака, кело, моло и гаам в междуречье Белого и Голубого Нила — Судан; 70 тыс. чел.);
    - группа даджу (языки саронг, монго-сила, ньяла, вымерший бейго, лагова-ньолге, лигури и шатт — разбросаны от центрального Чада до Кордофана; 378 тыс. чел.);
    - темейнская группа (языки ронге, дони и десе — в Кордофане; 20 тыс. чел.);
    - сурмийская группа (языки маджанг, мурле, тенет, дидинга, бале, мекан, сури-мурси и квегу -распространены по южной границе Судана и Эфиопии; 348 тыс. чел.);
    - нилотская группа — самая крупная как по числу языков — около 45, так и по числу носителей — 23,7 млн чел. и территории распространения — Южный Судан и юг Эфиопии, Кения, Уганда, Танзания. Представлена языками: на востоке — туркана (260 тыс. чел.), масайский, или маасаи (500 тыс.), южносуданский ланго[англ.] (вместе с угандийским ланго — 880 тыс.), на юге — календжин (2,31 млн чел.), датуга, или дагу (190 тыс.), на западе — динка (2,35 млн чел.), луо или джолуо (2,63 млн.), угандийский ланго и другие;

  - язык нара (нера), или бареа — 25 тыс. человек на западе Эритреи (около 100 %).
- Семья каду (кадугли или тумтум) ранее включалась в кордофанскую семью. В середине 1980-х годов на африканском континенте насчитывалось 150 тыс. человек народов, принадлежащих к этой языковой семье, что составляло 0,03 % от всего населения Африки (и 0,5 % численности нило-сахарской макросемьи). Состоит из 7 языков в центре Республики Судан.
- Кульякская семья (руб) включает всего 3 небольших языка в Уганде.
- Берта — изолят в Эфиопии (около 2/3) и Судане (около 1/3). В середине 1980-х годов на африканском континенте насчитывалось 130 тыс. человек народов, принадлежащих к этой языковой семье, что составляло 0,025 % от всего населения Африки (и 0,44 % численности нило-сахарской макросемьи)
- Команская семья. В середине 1980-х годов на африканском континенте насчитывалось 20 тыс. человек народов, принадлежащих к этой языковой семье, что составляло 0,004 % от всего населения Африки (и 0,07 % численности нило-сахарской макросемьи). Включает 5 языков на границе Судана (75 %) и Эфиопии (25 %). Крупнейшие языки: кома, урук, гуле.
- Гумуз — изолят в Эфиопии (ранее входил в состав команской семьи языков).
- Кунама — изолят в Эритрее (около 100 %). В середине 1980-х годов на африканском континенте насчитывалось 60 тыс. человек народов, принадлежащих к этой языковой семье, что составляло 0,01 % от всего населения Африки (и 0,2 % численности нило-сахарской макросемьи).

Под сомнением остаётся отнесение к данной семье вымершего мероитского языка.

### Койсанские языки
Наиболее спорной является койсанская гипотеза, согласно которой в одну макросемью объединяются все не-банту языки юга Африки, проживают в государствах: Намибия (62,1 %), Ботсвана (19,6 %), Танзания (13,4 %), Ангола (2,6 %), ЮАР (1 %), Зимбабве. Их общим признаком является наличие особых щёлкающих согласных. По этому же признаку к койсанским языкам добавляются два изолированных языка с востока Африки: сандаве и хадза. Койсанские языки изучены очень слабо, причем около половины из примерно 30 языков уже вымерло, а большинство остальных находится на грани вымирания. Все это значительно затрудняет их исследование. В середине 1980-х годов на африканском континенте насчитывалось 306 тыс. человек народов, принадлежащих к этой языковой макросемье, что составляло 0,06 % от всего населения Африки. Крупнейшими народами этой макросемьи являются готтентоты — 110 тыс. чел. (36 %), горные дамара — 80 (26 %), бушмены — 75 (24,5 %) и сандаве — 40 (13 %). Ранее по этнографическому принципу эти языки делились на бушменские и готтентотские. Ныне известные койсанские языки делятся на 2 семьи, родство между которыми вполне вероятно, и 3 изолированных языка, которые могут быть и не родственны остальным:
- Семья кхой (центрально-койсанская; Намибия, Ботсвана, ЮАР) включает 2 ветви:
  - кхойкхой (готтентоты; с наиболее крупным койсанским языком нама — более 100 тыс. человек, а также языки кора, гриква, хайом) — всего более 250 тыс. человек и
  - чу-кхве (калахари; с языками кхое, наро, лъгана, гана, чу, ани, гви, нхауру, шуа и чва) — до 40 тыс. человек;
- Семья жу-къви (периферийно-бушменская; Ботсвана, Ангола, Намибия, ЮАР) включает две ветви:
  - жу-чъоан (северно-койсанская) с группой жу (къхунг, 3-4 языка: каукау, малиго, васекела) и языком чъоан — до 30 тыс. носителей (на начало 2000-х годов), и
  - та-къви (южно-койсанская) с группами та (къхонг) и къви (язык нцъу и ещё около 8 вымерших языков ЮАР) — до 1 тыс. чел.
- Три из потенциально койсанских языков являются изолированными:
  - сандаве,
  - хадза, или хадзапи — около 1 тыс. носителей (оба языка в Танзании)
  - вымерший квади (юго-западная Ангола).

### Неклассифицированные языки Африки
Ещё 9 языков Африки считаются неклассифицированными:
- древний мероитский язык†
- мпре†, джалаа†, лаал и бангери, которые находятся в ареале нигеро-конголезской макросемьи и соответственно условно включались в её состав;
- шабо (микеир), относимый к нило-сахарской макросемье;
- бирале (онгота), иногда относимый к афразийским языкам в качестве изолята (традиционно рассматривается в числе кушитских языков), и вейто†, считаемый кушитским или восточносуданским языком.
- оропом† — вымерший и практически неизученный язык Уганды и Кении; есть схождения с кульякскими языками и хадза, однако скудость данных не позволяет сделать определённых выводов.

Для многих причиной является отсутствие надёжных данных. Все эти языки являются вымершими или находятся на грани исчезновения, поэтому надежд на появление новых данных, необходимых для уточнения их классификации, немного.

### Пигмейские языки
Пигмеи, особая субрасовая группа негроидных африканских народов, ещё до недавнего времени сохранявшая в быту пережитки мезолита. В настоящее время пигмеи говорят на языках или диалектах языков соседних с ними народов, по отношению к которым они находятся на более низкой социальной ступени. Тем не менее, среди лингвистов существует гипотеза о существовании в доисторическую эпоху пигмейских языков, исчезнувших позднее в ходе ассимиляции, что может подтверждаться наличием в пигмейских диалектах субстратной лексики, связанной с охотой и собирательством (например, лесного мёда) и необъяснимой из исторической реконструкции данных языков.

### Другие языки
Наконец, две семьи появились в Африке в историческое время.
Из индоевропейской семьи первым стал древнегреческий язык колоний в Египте и Ливии в 1 тыс. до н. э. Греческая община и поныне сохраняется в Египте. После присоединения Карфагена к Риму по магрибскому побережью распространился латинский язык, начавший развиваться в самостоятельный романский язык, который был вытеснен арабским к концу 1 тыс. н. э. В XV—XVII вв. в Северной Африке появился другой романский язык — сефардский, на котором говорили евреи, бежавшие из Испании и Португалии. С XVII же века начинается освоение Африки европейскими державами и распространение европейских языков — голландского, испанского, португальского, позднее — французского, немецкого и английского. Во многих местах на основе этих языков развились пиджины и креольские языки. Однако лишь на некоторых островах и на юге Африки (африкаанс) носители индоевропейских языков занимают ныне компактные территории. В середине 1980-х годов на африканском континенте насчитывалось 11,48 млн человек народов, принадлежащих к индоевропейской языковой макросемье, что составляло 2,22 % от всего населения Африки. Крупнейшими народами этой макросемьи являются африканеры, или буры — 2,83 млн чел. (25 %), метисы — 2,75 (24 %), англоафриканцы — 1,61 (14 %) и индопакистанцы — 1,17 (10 %). Большинство из представителей африканских индоевропейцев расселены в ЮАР (71 %), Зимбабве (1,4 %), Кении (1,2 %), Танзании (1,1 %), Намибии (0,7 %).
Носители одного из австронезийских языков, родственного калимантанским языкам, начали селиться на Мадагаскаре с конца 1 тыс. до н. э., и сейчас всё его население говорит на малагасийском языке. В середине 1980-х годов в Африке насчитывалось 9,48 млн человек народов, принадлежащих к австронезийской языковой макросемье, что составляло 1,8 % от всего населения Африки. Крупнейшими народами этой макросемьи являются малагасийцы — 9,31 млн чел. (98,2 %). Большинство из представителей африканских австронезийцев расселены на Мадагаскаре (98,6 %).